# Casper (Rapper)/Diskografie
Diese Diskografie ist eine Übersicht über die musikalischen Werke des deutschen Rappers Casper und seiner Pseudonyme wie Ben-Zin oder auch The Friendly Ghost. Den Schallplattenauszeichnungen zufolge hat er bisher mehr als 1,8 Millionen Tonträger verkauft. Seine erfolgreichste Veröffentlichung ist das dritte Studioalbum Hinterland mit über 307.500 verkauften Einheiten.

## Alben

### Studioalben

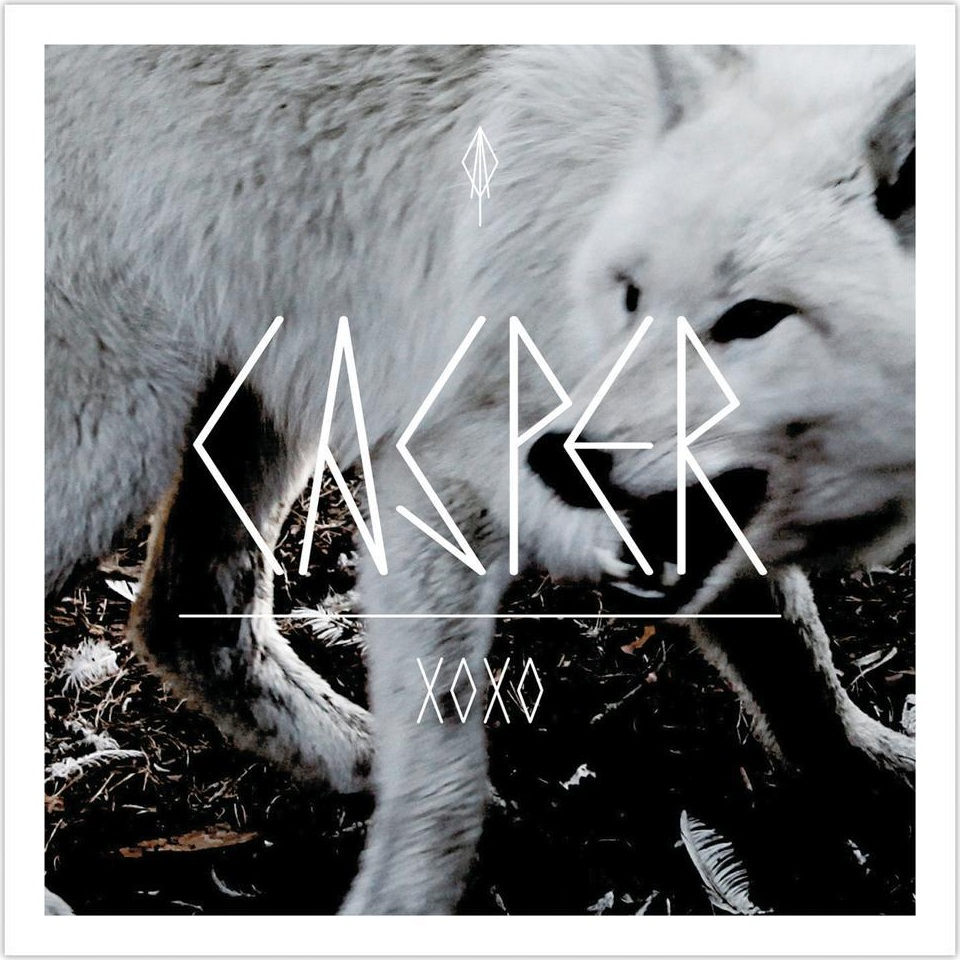
Frontcover zu XOXO.

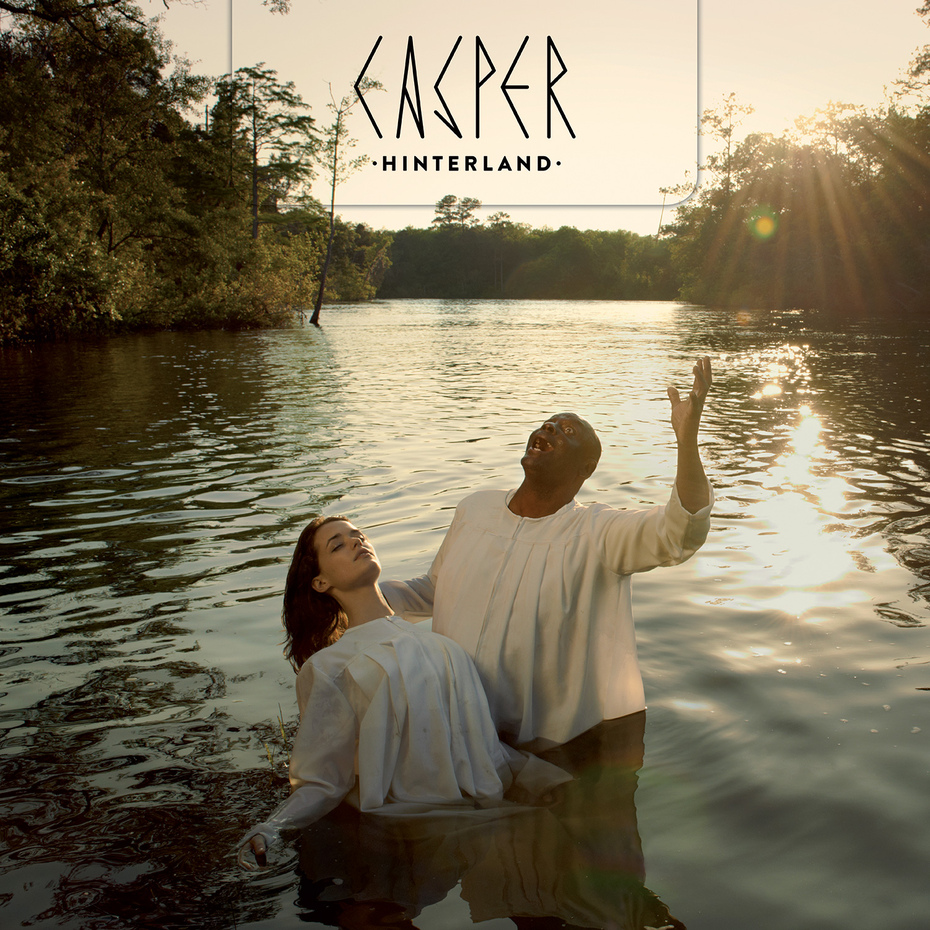
Frontcover zu Hinterland.

| Jahr | Titel Musiklabel                                           | Höchstplatzierung, Gesamtwochen, AuszeichnungChartplatzierungen (Jahr, Titel, Musiklabel, Platzierungen, Wochen, Auszeichnungen, Anmerkungen) | Höchstplatzierung, Gesamtwochen, AuszeichnungChartplatzierungen (Jahr, Titel, Musiklabel, Platzierungen, Wochen, Auszeichnungen, Anmerkungen) | Höchstplatzierung, Gesamtwochen, AuszeichnungChartplatzierungen (Jahr, Titel, Musiklabel, Platzierungen, Wochen, Auszeichnungen, Anmerkungen) | Anmerkungen                                                  |
| Jahr | Titel Musiklabel                                           | DE | AT | CH | Anmerkungen                                                  |
| ---- | ---------------------------------------------------------- | --- | --- | --- | ------------------------------------------------------------ |
| 2008 | Hin zur Sonne 667 – One More Than the Devil (RTD)          | — | — | — | Erstveröffentlichung: 9. Mai 2008                            |
| 2011 | XOXO Four Music (Sony)                                     | DE1 ×3Dreifachgold · (58 Wo.)DE | AT14 (13 Wo.)AT | CH30 (5 Wo.)CH | Erstveröffentlichung: 8. Juli 2011 Verkäufe: + 300.000       |
| 2013 | Hinterland Four Music (Sony)                               | DE1 ×3Dreifachgold · (38 Wo.)DE | AT1 Gold · (16 Wo.)AT | CH3 (6 Wo.)CH | Erstveröffentlichung: 27. September 2013 Verkäufe: + 307.500 |
| 2017 | Lang lebe der Tod Columbia Records (Sony)                  | DE1 Gold · (15 Wo.)DE | AT2 (6 Wo.)AT | CH2 (4 Wo.)CH | Erstveröffentlichung: 1. September 2017 Verkäufe: + 100.000  |
| 2022 | Alles war schön und nichts tat weh Columbia Records (Sony) | DE1 (8 Wo.)DE | AT1 (4 Wo.)AT | CH10 (2 Wo.)CH | Erstveröffentlichung: 25. Februar 2022                       |
| 2023 | Nur Liebe, immer. Eklat Tonträger (WMG)                    | DE1 (4 Wo.)DE | AT5 (1 Wo.)AT | CH18 (1 Wo.)CH | Erstveröffentlichung: 24. November 2023                      |

### Kollaboalben
| Jahr | Titel Musiklabel                             | Höchstplatzierung, Gesamtwochen, AuszeichnungChartplatzierungen (Jahr, Titel, Musiklabel, Platzierungen, Wochen, Auszeichnungen, Anmerkungen) | Höchstplatzierung, Gesamtwochen, AuszeichnungChartplatzierungen (Jahr, Titel, Musiklabel, Platzierungen, Wochen, Auszeichnungen, Anmerkungen) | Höchstplatzierung, Gesamtwochen, AuszeichnungChartplatzierungen (Jahr, Titel, Musiklabel, Platzierungen, Wochen, Auszeichnungen, Anmerkungen) | Anmerkungen                                                                        |
| Jahr | Titel Musiklabel                             | DE | AT | CH | Anmerkungen                                                                        |
| ---- | -------------------------------------------- | --- | --- | --- | ---------------------------------------------------------------------------------- |
| 2004 | Rap Art War Buckwheats Music (Groove Attack) | — | — | — | Erstveröffentlichung: 20. September 2004 mit Abroo & Separate als Kinder des Zorns |
| 2018 | 1982 Zwei Bernds tanken Super (Sony)         | DE1 (15 Wo.)DE | AT3 (3 Wo.)AT | CH6 (3 Wo.)CH | Erstveröffentlichung: 31. August 2018 mit Marteria                                 |

### Livealben
| Jahr | Titel Musiklabel                        | Höchstplatzierung, Gesamtwochen, AuszeichnungChartplatzierungen (Jahr, Titel, Musiklabel, Platzierungen, Wochen, Auszeichnungen, Anmerkungen) | Höchstplatzierung, Gesamtwochen, AuszeichnungChartplatzierungen (Jahr, Titel, Musiklabel, Platzierungen, Wochen, Auszeichnungen, Anmerkungen) | Höchstplatzierung, Gesamtwochen, AuszeichnungChartplatzierungen (Jahr, Titel, Musiklabel, Platzierungen, Wochen, Auszeichnungen, Anmerkungen) | Anmerkungen                                            |
| Jahr | Titel Musiklabel                        | DE | AT | CH | Anmerkungen                                            |
| ---- | --------------------------------------- | --- | --- | --- | ------------------------------------------------------ |
| 2012 | Der Druck steigt Four Music (Sony)      | DE2 (6 Wo.)DE | AT*AT | CH87 (1 Wo.)CH | Erstveröffentlichung: 27. Juli 2012 * siehe Videoalbum |
| 2024 | Live in Bielefeld Eklat Tonträger (WMG) | DE1 (1 Wo.)DE | — | — | Erstveröffentlichung: 13. Dezember 2024                |

### Kompilationen
| Jahr | Titel Musiklabel               | Anmerkungen                |
| ---- | ------------------------------ | -------------------------- |
| 2007 | Exclusive Mixtape Selbstverlag | Erstveröffentlichung: 2007 |

### Mixtapes
| Jahr | Titel Musiklabel                                       | Anmerkungen                         |
| ---- | ------------------------------------------------------ | ----------------------------------- |
| 2006 | Die Welt hört mich 667 – One More Than the Devil (RTD) | Erstveröffentlichung: 7. April 2006 |

### EPs
| Jahr | Titel Musiklabel                                      | Anmerkungen                                                                        |
| ---- | ----------------------------------------------------- | ---------------------------------------------------------------------------------- |
| 2003 | Grundstein Selbstverlag                               | Erstveröffentlichung: 2003                                                         |
| 2011 | So perfekt Four Music (Sony)                          | Erstveröffentlichung: 29. Juli 2011                                                |
| 2011 | Auf und davon Four Music (Sony)                       | Erstveröffentlichung: 9. Dezember 2011                                             |
| 2015 | Auz der Grvft Doom Gang Entertainment (Krasser Stoff) | Veröffentlichung: 7. Dezember 2015 mit Montana Max & Markus Ganter als Gloomy Boyz |

## Singles

### Als Leadmusiker
| Jahr | Titel Album                                              | Höchstplatzierung, Gesamtwochen, AuszeichnungChartplatzierungen (Jahr, Titel, Album, Platzierungen, Wochen, Auszeichnungen, Anmerkungen) | Höchstplatzierung, Gesamtwochen, AuszeichnungChartplatzierungen (Jahr, Titel, Album, Platzierungen, Wochen, Auszeichnungen, Anmerkungen) | Höchstplatzierung, Gesamtwochen, AuszeichnungChartplatzierungen (Jahr, Titel, Album, Platzierungen, Wochen, Auszeichnungen, Anmerkungen) | Anmerkungen                                                                |
| Jahr | Titel Album                                              | DE | AT | CH | Anmerkungen                                                                |
| --- | -------------------------------------------------------- | --- | --- | --- | -------------------------------------------------------------------------- |
| 2009 | Mittelfinger hoch Chronik II (Sampler)                   | — | — | — | Erstveröffentlichung: 17. April 2009 mit Favorite & Kollegah               |
| 2011 | So perfekt XOXO                                          | DE14 Platin · (17 Wo.)DE | AT29 (3 Wo.)AT | — | Erstveröffentlichung: 21. Juni 2011 Verkäufe: + 300.000                    |
| 2011 | Michael X XOXO                                           | — | — | — | Erstveröffentlichung: 23. September 2011                                   |
| 2011 | Auf und davon XOXO                                       | DE42 Gold · (1 Wo.)DE | — | — | Erstveröffentlichung: 6. Dezember 2011 Verkäufe: + 150.000                 |
| 2013 | Im Ascheregen Hinterland                                 | DE4 Platin · (14 Wo.)DE | AT15 (9 Wo.)AT | CH42 (1 Wo.)CH | Erstveröffentlichung: 2. August 2013 Verkäufe: + 300.000                   |
| 2013 | Hinterland                                               | DE11 Gold · (11 Wo.)DE | AT18 (4 Wo.)AT | CH51 (1 Wo.)CH | Erstveröffentlichung: 9. September 2013 Verkäufe: + 150.000                |
| 2013 | Jambalaya Hinterland                                     | DE100 (1 Wo.)DE | — | — | Erstveröffentlichung: 22. November 2013                                    |
| 2014 | Alles endet (aber nie die Musik) Hinterland              | DE36 (1 Wo.)DE | — | — | Erstveröffentlichung: 21. Februar 2014                                     |
| 2016 | Lang lebe der Tod                                        | DE59 (3 Wo.)DE | — | — | Erstveröffentlichung: 27. Juni 2016 feat. Blixa Bargeld, Dagobert & Sizarr |
| 2017 | Sirenen Lang lebe der Tod                                | — | — | — | Erstveröffentlichung: 21. Juni 2017                                        |
| 2017 | Keine Angst Lang lebe der Tod                            | DE66 (2 Wo.)DE | — | — | Erstveröffentlichung: 14. Juli 2017 feat. Drangsal                         |
| 2017 | Alles ist erleuchtet Lang lebe der Tod                   | DE72 (1 Wo.)DE | — | — | Erstveröffentlichung: 30. August 2017                                      |
| 2018 | Champion Sound 1982                                      | DE65 (2 Wo.)DE | — | — | Erstveröffentlichung: 30. Juni 2018 mit Marteria                           |
| 2018 | Supernova 1982                                           | DE46 (4 Wo.)DE | AT71 (1 Wo.)AT | — | Erstveröffentlichung: 10. August 2018 mit Marteria                         |
| 2018 | Chardonnay & Purple Haze 1982                            | DE44 (3 Wo.)DE | — | — | Erstveröffentlichung: 24. August 2018 mit Marteria                         |
| 2018 | Adrenalin 1982                                           | DE59 (1 Wo.)DE | — | — | Erstveröffentlichung: 29. August 2018 mit Marteria                         |
| 2021 | Alles war schön und nichts tat weh                       | DE26 (1 Wo.)DE | — | — | Erstveröffentlichung: 13. September 2021                                   |
| 2021 | TNT Alles war schön und nichts tat weh                   | DE62 (2 Wo.)DE | — | — | Erstveröffentlichung: 29. Oktober 2021 feat. Tua                           |
| 2021 | Mieses Leben / Wolken Alles war schön und nichts tat weh | DE— aDE | — | — | Erstveröffentlichung: 10. Dezember 2021 feat. Haiyti                       |
| 2022 | Billie Jo Alles war schön und nichts tat weh             | DE84 (1 Wo.)DE | — | — | Erstveröffentlichung: 11. Februar 2022                                     |
| 2022 | Fabian Alles war schön und nichts tat weh                | DE33 (1 Wo.)DE | — | — | Erstveröffentlichung: 18. Februar 2022                                     |
| 2023 | Emma Nur Liebe, immer.                                   | DE81 (1 Wo.)DE | — | — | Erstveröffentlichung: 15. Juni 2023                                        |
| 2023 | Sommer Nur Liebe, immer.                                 | DE10 (7 Wo.)DE | AT29 (1 Wo.)AT | CH76 (1 Wo.)CH | Erstveröffentlichung: 6. Juli 2023 feat. Cro                               |
| 2023 | Echt von unten / Zoé Freestyle Nur Liebe, immer.         | DE— bDE | — | — | Erstveröffentlichung: 8. September 2023                                    |
| 2023 | Sowas von da (Hellwach) Nur Liebe, immer.                | DE— cDE | — | — | Erstveröffentlichung: 9. November 2023                                     |
| 2023 | Luft holen Nur Liebe, immer.                             | DE— dDE | — | — | Erstveröffentlichung: 23. November 2023                                    |
| 2024 | Lass es Rosen für mich regnen (Live) Live in Bielefeld   | — | — | — | Erstveröffentlichung: 17. Oktober 2024 feat. Lena & Provinz                |
| Folgende Lieder erschienen nicht als Single, wurden aber durch das Album zum Download und Streaming bereitgestellt und konnten somit eine Platzierung erlangen: |                                                          | | | |                                                                            |
| |                                                          | | | |                                                                            |
| 2018 | 1982 (Als ob’s gestern war) 1982                         | DE67 (1 Wo.)DE | — | — | Charteinstieg: 7. September 2018 mit Marteria                              |
| 2018 | Willkommen in der Vorstadt 1982                          | DE73 (1 Wo.)DE | — | — | Charteinstieg: 7. September 2018 mit Marteria                              |

### Als Gastmusiker
| Jahr | Titel Album                       | Höchstplatzierung, Gesamtwochen, AuszeichnungChartplatzierungen (Jahr, Titel, Album, Platzierungen, Wochen, Auszeichnungen, Anmerkungen) | Höchstplatzierung, Gesamtwochen, AuszeichnungChartplatzierungen (Jahr, Titel, Album, Platzierungen, Wochen, Auszeichnungen, Anmerkungen) | Höchstplatzierung, Gesamtwochen, AuszeichnungChartplatzierungen (Jahr, Titel, Album, Platzierungen, Wochen, Auszeichnungen, Anmerkungen) | Anmerkungen                                                                                        |
| Jahr | Titel Album                       | DE | AT | CH | Anmerkungen                                                                                        |
| --- | --------------------------------- | --- | --- | --- | -------------------------------------------------------------------------------------------------- |
| 2013 | 100x Kompass ohne Norden          | DE50 (1 Wo.)DE | — | — | Erstveröffentlichung: 1. März 2013 Prinz Pi feat. Casper                                           |
| 2015 | Make a Wish vs. The Krauts –      | — | — | — | Erstveröffentlichung: 23. August 2015 Beatsteaks & The Krauts feat. Casper, Felix, SSIO & Marteria |
| 2018 | Ibrahimovic (Remix) –             | — | — | — | Erstveröffentlichung: 15. März 2018 Felly & Drunken Masters feat. Casper & Ahzumjot                |
| 2019 | Alle Jubilare wieder Da nich für! | DE100 (1 Wo.)DE | — | — | Erstveröffentlichung: 22. Januar 2019 Dendemann feat. Casper                                       |
| 2020 | Am Boden bleiben 069              | DE50 (1 Wo.)DE | — | — | Erstveröffentlichung: 19. November 2020 Vega feat. Casper & Montez                                 |
| 2021 | Schwarz Fluss                     | DE7 Gold · (16 Wo.)DE | AT41 Gold · (3 Wo.)AT | CH70 (1 Wo.)CH | Erstveröffentlichung: 2. Juli 2021 Verkäufe: + 215.000; Lea feat. Casper                           |
| 2022 | Kein Happy End Nie verliebt       | DE79 (1 Wo.)DE | — | — | Erstveröffentlichung: 6. April 2022 Paula Hartmann feat. Casper                                    |
| Folgende Lieder erschienen nicht als Single, wurden aber durch das Album zum Download und Streaming bereitgestellt und konnten somit eine Platzierung erlangen: |                                   | | | | |
| |                                   | | | | |
| 2014 | Karate King                       | DE46 (2 Wo.)DE | — | — | Charteinstieg: 23. Mai 2014 Kollegah feat. Casper                                                  |

## Videoalben und Musikvideos

### Videoalben

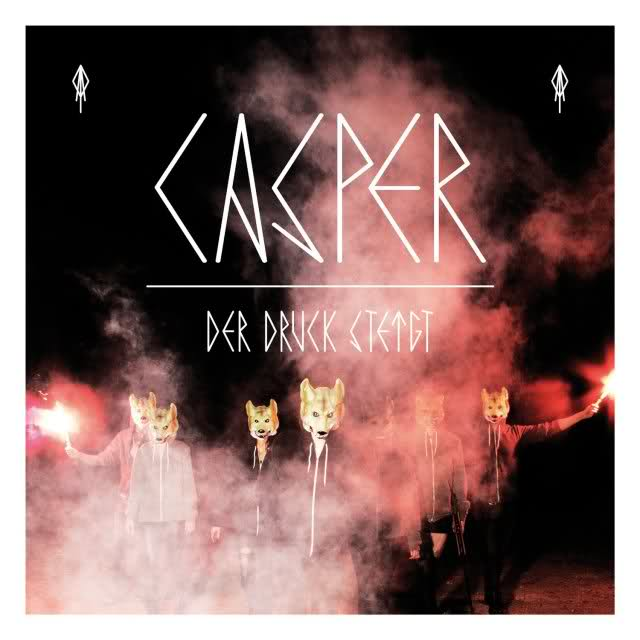
Frontcover zu Der Druck steigt.

| Jahr | Titel Musiklabel                                                 | Höchstplatzierung, Gesamtwochen, AuszeichnungChartplatzierungen (Jahr, Titel, Musiklabel, Platzierungen, Wochen, Auszeichnungen, Anmerkungen) | Höchstplatzierung, Gesamtwochen, AuszeichnungChartplatzierungen (Jahr, Titel, Musiklabel, Platzierungen, Wochen, Auszeichnungen, Anmerkungen) | Höchstplatzierung, Gesamtwochen, AuszeichnungChartplatzierungen (Jahr, Titel, Musiklabel, Platzierungen, Wochen, Auszeichnungen, Anmerkungen) | Anmerkungen                                           |
| Jahr | Titel Musiklabel                                                 | DE | AT | CH | Anmerkungen                                           |
| ---- | ---------------------------------------------------------------- | --- | --- | --- | ----------------------------------------------------- |
| 2012 | Der Druck steigt – Live und dokumentiert Columbia Records (Sony) | DE*DE | AT7 (3 Wo.)AT | CH4 (2 Wo.)CH | Erstveröffentlichung: 27. Juli 2012 * siehe Livealbum |

### Musikvideos
| Jahr | Titel                              | Regie                                                            |
| ---- | ---------------------------------- | ---------------------------------------------------------------- |
| 2009 | Mittelfinger hoch                  |                                                                  |
| 2011 | Der Druck steigt / Blut sehen      |                                                                  |
| 2011 | So perfekt                         |                                                                  |
| 2011 | Michael X                          |                                                                  |
| 2011 | Auf und davon                      | Felix Urbauer                                                    |
| 2013 | 100x                               | Christian Alsan, Sascha Haubold, Friedrich Kautz, Ndilyo Nimindé |
| 2013 | Im Ascheregen                      |                                                                  |
| 2013 | Hinterland                         |                                                                  |
| 2013 | Jambalaya                          | Beat Gottwald, Benjamin Griffey                                  |
| 2014 | Alles endet (aber nie die Musik)   |                                                                  |
| 2015 | Ariel                              |                                                                  |
| 2017 | Lang lebe der Tod                  | Christian Alsan                                                  |
| 2017 | Keine Angst                        | Christian Alsan, Carlo Oppermann                                 |
| 2017 | Lass sie gehen                     | Mario Clement                                                    |
| 2017 | Flackern, flimmern                 | Casey Campbell, Beat Gottwald, Benjamin Griffey                  |
| 2018 | Champion Sound                     | Bode                                                             |
| 2018 | Supernova                          | Sander Houtkruijer                                               |
| 2018 | Adrenalin                          | Chris Schwarz                                                    |
| 2018 | Denk an dich                       | Chris Schwarz                                                    |
| 2021 | Schwarz                            | Calvin Müller                                                    |
| 2021 | Alles war schön und nichts tat weh | Casey Campbell, Beat Gottwald, Benjamin Griffey                  |
| 2021 | TNT                                | Chris Schwarz                                                    |
| 2021 | Mieses Leben / Wolken              | Casey Campbell, Beat Gottwald, Benjamin Griffey                  |
| 2022 | Kein Happy End                     | Niren Mahajan, Nikolai Meierjohann                               |
| 2023 | Emma                               | Casey Campbell, Beat Gottwald, Benjamin Griffey                  |
| 2023 | Sommer                             | Casey Campbell, Beat Gottwald, Benjamin Griffey                  |
| 2023 | Echt von unten / Zoé Freestyle     | Casey Campbell, Beat Gottwald, Benjamin Griffey                  |
| 2023 | Sowas von da (Hellwach)            | Casey Campbell, Beat Gottwald, Benjamin Griffey                  |
| 2023 | Luft holen                         | Chris Schwarz                                                    |

## Autorenbeteiligungen
Casper als Autor in den Charts

| Jahr | Titel Interpretation          | Höchstplatzierung, Gesamtwochen, AuszeichnungChartplatzierungen (Jahr, Titel, Interpretation, Platzierungen, Wochen, Auszeichnungen, Anmerkungen) | Höchstplatzierung, Gesamtwochen, AuszeichnungChartplatzierungen (Jahr, Titel, Interpretation, Platzierungen, Wochen, Auszeichnungen, Anmerkungen) | Höchstplatzierung, Gesamtwochen, AuszeichnungChartplatzierungen (Jahr, Titel, Interpretation, Platzierungen, Wochen, Auszeichnungen, Anmerkungen) | Anmerkungen                          |
| Jahr | Titel Interpretation          | DE | AT | CH | Anmerkungen                          |
| ---- | ----------------------------- | --- | --- | --- | ------------------------------------ |
| 2015 | Fliegen Matthias Schweighöfer | DE58 (13 Wo.)DE | — | — | Erstveröffentlichung: 17. April 2015 |
| 2024 | Verstecken Montez             | DE40 (4 Wo.)DE | — | — | Erstveröffentlichung: 4. April 2024  |

## Promoveröffentlichungen
| Jahr | Titel Album               | Anmerkungen                                                                      |
| ---- | ------------------------- | -------------------------------------------------------------------------------- |
| 2007 | Party wie die Rockstars – | Erstveröffentlichung: 8. August 2007 Original: Shop Boyz – Party Like a Rockstar |
| 2008 | Propeller (Remix) –       | Erstveröffentlichung: 2008 mit MontanaMax                                        |

| Jahr | Titel Album                                   | Anmerkungen                                                                                     |
| ---- | --------------------------------------------- | ----------------------------------------------------------------------------------------------- |
| 2007 | New Kids on the Block Pt. II Juice CD Vol. 75 | Erstveröffentlichung: 18. Mai 2007 mit Various Artists                                          |
| 2008 | Glaub mir Juice CD Vol. 83                    | Erstveröffentlichung: 2008 mit Abroo                                                            |
| 2008 | Winterschlaf Juice CD Vol. 85                 | Erstveröffentlichung: 2008                                                                      |
| 2008 | Laufpass Juice CD Vol. 88                     | Erstveröffentlichung: 2008 feat. Prinz Pi                                                       |
| 2008 | Hurra! Juice CD Vol. 93                       | Erstveröffentlichung: 2008 Prinz Pi feat. Affenboss, Maeckes & Plan B, Biztram, Casper & E-Rich |
| 2013 | Sie wissen es Juice CD Vol. 115               | Erstveröffentlichung: Mai 2013                                                                  |

| Jahr | Titel Album                                                | Anmerkungen                                                                                  |
| ---- | ---------------------------------------------------------- | -------------------------------------------------------------------------------------------- |
| 2009 | Herz aus Holz 2009 –                                       | Erstveröffentlichung: 2009                                                                   |
| 2011 | Der Druck steigt / Ein Tag am See XOXO / Ein Tag am See EP | Erstveröffentlichung: 2011 Split-Single mit Tefla & Jaleel                                   |
| 2012 | Songs für Liam –                                           | Erstveröffentlichung: 21. April 2012 (RSD) Verkäufe: 700 (limitiert); Kraftklub feat. Casper |

## Sonderveröffentlichungen

### Alben
| Jahr | Titel Musiklabel                 | Anmerkungen                                                     |
| ---- | -------------------------------- | --------------------------------------------------------------- |
| 2013 | Live im Magnet Four Music (Sony) | Erstveröffentlichung: September 2013 Beilage zu Visions Nr. 247 |

### Lieder

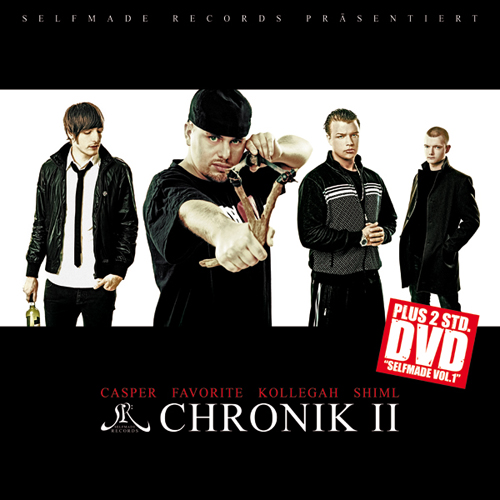
Frontcover zu Chronik II.

| Jahr | Titel Album                                                | Anmerkungen                                                                               |
| ---- | ---------------------------------------------------------- | ----------------------------------------------------------------------------------------- |
| 2003 | Was Du Willst ÜberlegDirWasDuSagst                         | Erstveröffentlichung: 31. März 2003 Separate feat. Casper, Abroo & AD Booze               |
| 2004 | Homie wasslous?!? Black Book                               | Erstveröffentlichung: 27. August 2004 Separate feat. Casper & Gnom                        |
| 2005 | Krötenkampf Rap rettet den Tag                             | Erstveröffentlichung: 13. Mai 2005 Bad Taste feat. Casper                                 |
| 2005 | Straße Zuhältertape (X-Mas Edition)                        | Erstveröffentlichung: 22. Dezember 2005 Kollegah feat. Casper                             |
| 2006 | Schattenleben                                              | Erstveröffentlichung: 2006 Callya, Peatmac & Soultecniques feat. Ben-Zin & Mad Cap        |
| 2007 | Erkenntnis Aussenseiter                                    | Erstveröffentlichung: 2. März 2007 Taichi feat. Casper                                    |
| 2007 | Realität Einzelkind                                        | Erstveröffentlichung: 24. August 2007 MontanaMax feat. Casper                             |
| 2007 | Abgedreht Hoetry LP                                        | Erstveröffentlichung: 7. September 2007 Pimpulsiv feat. Casper & Lakman                   |
| 2007 | Komm ma ran Hoetry LP                                      | Erstveröffentlichung: 7. September 2007 Pimpulsiv feat. Casper, Al Capone, Elch & Lump    |
| 2008 | Werwolf Vorsicht, Stufe! (MZEE-Edition)                    | Erstveröffentlichung: 13. Juni 2008 F.R. feat. Casper                                     |
| 2008 | Randale Klatsche                                           | Erstveröffentlichung: 5. September 2008 Architekt feat. Casper & Timi Hendrix             |
| 2008 | Hunger Freiheit (MZEE-Edition)                             | Erstveröffentlichung: 26. September 2008 Curse feat. Casper, M-Riebold, Olli Banjo & F.R. |
| 2008 | Schlag die Faust Neopunk                                   | Erstveröffentlichung: 24. Oktober 2008 Prinz Pi feat. Casper                              |
| 2008 | Erfolg Maximilian                                          | Erstveröffentlichung: 14. November 2008 MontanaMax feat. Casper                           |
| 2009 | Ich regel das Im Alleingang                                | Erstveröffentlichung: 31. Januar 2009 Shiml feat. Casper                                  |
| 2009 | Verflossene Liebe Seelenfrieden                            | Erstveröffentlichung: 30. Mai 2009 G.M.C feat. Casper                                     |
| 2009 | Düsenjet Warum so ernst?!                                  | Erstveröffentlichung: 21. August 2009 Kay & FiST feat. Casper                             |
| 2009 | Stampf ihn ein (Remix) HURZ – Hat Uns Rauschgift Zerstört? | Erstveröffentlichung: 21. August 2009 Pimpulsiv feat. Casper, Affenboss, Elch & Lump      |
| 2010 | Freitag Nacht Hepatitis P                                  | Erstveröffentlichung: 28. Mai 2010 Pimpulsiv feat. Casper, Meister Elch & Randale 5000    |
| 2010 | Alles verboten Zum Glück in die Zukunft                    | Erstveröffentlichung: 20. August 2010 Marteria feat. Casper                               |
| 2010 | Leichenteile Hurensohn Holocaust Zero                      | Erstveröffentlichung: 17. Dezember 2010 Schwartz feat. Various Artists                    |
| 2011 | Hooligans Die Natur greift an                              | Erstveröffentlichung: 27. Januar 2011 Vierkanttretlager feat. Casper                      |
| 2011 | Overweight Against Heartattacks Detention                  | Erstveröffentlichung: 4. Februar 2011 The Blackout Argument feat. Casper                  |
| 2011 | Jung Auf der Suche nach dem Glück                          | Erstveröffentlichung: 25. Februar 2011 D-Bo feat. Casper & Max Mostley                    |
| 2011 | Love vs. Hate Liebe, Sex und Twilight Zone                 | Erstveröffentlichung: 6. Mai 2011 Kaas feat. Casper & Kamp                                |
| 2011 | Was würde Lemmy tun? Bis einer weint                       | Erstveröffentlichung: 22. Juli 2011 DNP feat. Casper                                      |
| 2011 | Jay-Z singt uns ein Lied Thees Uhlmann                     | Erstveröffentlichung: 26. August 2011 Thees Uhlmann feat. Casper                          |
| 2012 | Lieblingsband (Oh Yeah) Mit K                              | Erstveröffentlichung: 20. Januar 2012 Begleitgesang bei Kraftklub als Benjamin Griffey    |
| 2013 | 100x Kompass ohne Norden                                   | Erstveröffentlichung: 12. April 2013 Prinz Pi feat. Casper                                |
| 2014 | Karate King                                                | Erstveröffentlichung: 9. Mai 2014 Kollegah feat. Casper                                   |
| 2014 | Schöner Tag In Schwarz                                     | Erstveröffentlichung: 12. September 2014 Kraftklub feat. Casper                           |
| 2015 | Geborn damit Grape Tape                                    | Erstveröffentlichung: 15. September 2015 LGoony feat. Casper                              |

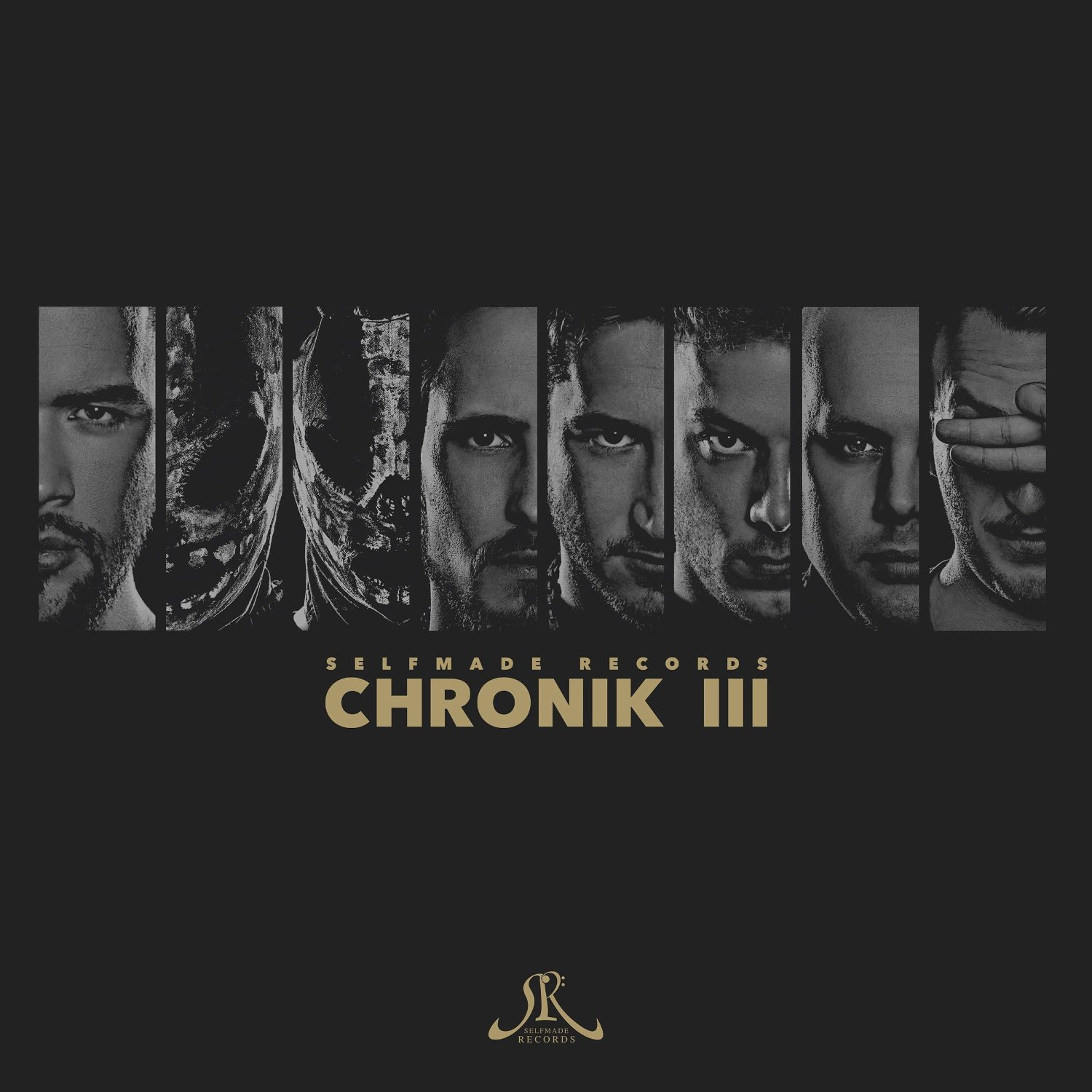
Frontcover zu Chronik III.

| 2015 | Songs für Liam (Live) Randale                              | Erstveröffentlichung: 20. November 2015 Kraftklub feat. Casper                            |
| 2016 | Krumme Symphonie Engtanz                                   | Erstveröffentlichung: 12. Februar 2016 Bosse feat. Casper                                 |
| 2017 | Limbo Luft & Liebe                                         | Erstveröffentlichung: 6. März 2017 Ahzumjot feat. Casper                                  |
| 2017 | Flüsse aus Leichenteilen Flüsse aus Blut 2                 | Erstveröffentlichung: 15. September 2017 Blokkmonsta & Schwartz feat. Various Artists     |
| 2018 | Lass’ sie reden V                                          | Erstveröffentlichung: 9. März 2018 Vega feat. Casper                                      |
| 2018 | Samstag der 14te Verde                                     | Erstveröffentlichung: 27. April 2018 Marsimoto feat. The Friendly Ghost                   |
| 2018 | Wo die wilden Kerle flowen                                 | Erstveröffentlichung: 17. August 2018 VSK feat. Ben-Zin                                   |
| 2018 | Adrenalin (Live) Live im Ostseestadion                     | Erstveröffentlichung: 30. November 2018 Marteria feat. Casper                             |
| 2018 | Champion Sound (Live) Live im Ostseestadion                | Erstveröffentlichung: 30. November 2018 Marteria feat. Casper                             |
| 2018 | Ice Authentic Athletic 2                                   | Erstveröffentlichung: 30. November 2018 Olexesh feat. Casper & Yung Hurn                  |
| 2018 | Supernova (Live) Live im Ostseestadion                     | Erstveröffentlichung: 30. November 2018 Marteria feat. Casper                             |
| 2019 | Eine Kugel Ypsilon                                         | Erstveröffentlichung: 18. Januar 2019 Yassin feat. Casper & Audio88                       |
| 2019 | Alle Jubilare wieder da nich für!                          | Erstveröffentlichung: 25. Januar 2019 Dendemann feat. Casper                              |
| 2019 | Burj Khalifa Andorra                                       | Erstveröffentlichung: 7. Juni 2019 Fatoni feat. Casper                                    |
| 2019 | Schono ke Ich und keine Maske                              | Erstveröffentlichung: 27. September 2019 Sido feat. Casper                                |
| 2019 | Profit Spielerdämmerung                                    | Erstveröffentlichung: 13. Dezember 2019 Skinny Finsta feat. Casper                        |
| 2020 | Schattenboxen (Live at Wacken) Viva the Underdogs          | Erstveröffentlichung: 27. März 2020 Parkway Drive feat. Casper                            |
| 2021 | Am Boden bleiben 069                                       | Erstveröffentlichung: 11. Februar 2021 Vega feat. Casper & Montez                         |
| 2021 | Track 11 Music Docs #1                                     | Erstveröffentlichung: 28. Mai 2021 Music Docs & Markus Ganter feat. Casper                |
| 2021 | Schwarz Fluss                                              | Erstveröffentlichung: 5. November 2021 Lea feat. Casper                                   |
| 2022 | Kein Happy End Nie verliebt                                | Erstveröffentlichung: 8. April 2022 Paula Hartmann feat. Casper                           |

| Jahr | Titel Album                                                      | Anmerkungen                                                         |
| ---- | ---------------------------------------------------------------- | ------------------------------------------------------------------- |
| 2009 | 2x mehr wie du Chronik II                                        | Erstveröffentlichung: 17. April 2009 Favorite                       |
| 2009 | Dampfwalze Chronik II                                            | Erstveröffentlichung: 17. April 2009 mit Favorite, Kollegah & Shiml |
| 2009 | Elefant (ich bleib stehen) Chronik II                            | Erstveröffentlichung: 17. April 2009                                |
| 2009 | Mittelfinger hoch Chronik II                                     | Erstveröffentlichung: 17. April 2009 mit Favorite & Kollegah        |
| 2009 | Rock‘n’Roll Chronik II                                           | Erstveröffentlichung: 17. April 2009 mit Marteria                   |
| 2009 | Vatertag Chronik II                                              | Erstveröffentlichung: 17. April 2009                                |
| 2010 | Erschiessen Zeitgeschichte – Das Beste von und für Annette Humpe | Erstveröffentlichung: 29. Oktober 2010 Original: Ideal              |
| 2015 | Alarmanlage Chronik III                                          | Erstveröffentlichung: 9. Oktober 2015 mit Kollegah                  |

## Statistik

### Chartauswertung
Die folgenden Aufstellungen bieten eine Übersicht der Charterfolge von Casper in den Album-, Musik-DVD- und Singlecharts. Es ist zu beachten, dass bei den Singles nur Interpretationen und keine Autorenbeteiligungen berücksichtigt wurden.
|                     | DE    | AT    | CH    |
| ------------------- | ----- | ----- | ----- |
| Nummer-eins-Alben   | DE7DE | AT2AT | CH—CH |
| Top-10-Alben        | DE8DE | AT5AT | CH4CH |
| Alben in den Charts | DE8DE | AT7AT | CH7CH |

|                       | DE     | AT    | CH    |
| --------------------- | ------ | ----- | ----- |
| Nummer-eins-Singles   | DE—DE  | AT—AT | CH—CH |
| Top-10-Singles        | DE3DE  | AT—AT | CH—CH |
| Singles in den Charts | DE27DE | AT6AT | CH4CH |

|                          | DE    | AT    | CH    |
| ------------------------ | ----- | ----- | ----- |
| Nummer-eins-Videoalben   | DE—DE | AT—AT | CH—CH |
| Top-10-Videoalben        | DE—DE | AT1AT | CH1CH |
| Videoalben in den Charts | DE—DE | AT1AT | CH1CH |

### Auszeichnungen für Musikverkäufe
Anmerkung: Auszeichnungen in Ländern aus den Charttabellen bzw. Chartboxen sind in ebendiesen zu finden.
| Land/RegionAuszeichnungen für Musikverkäufe (Land/Region, Auszeichnungen, Verkäufe, Quellen) | Gold     | Platin     | Verkäufe  | Quellen           |
| -------------------------------------------------------------------------------------------- | -------- | ---------- | --------- | ----------------- |
| Deutschland (BVMI)                                                                           | 6× Gold6 | 4× Platin4 | 1.800.000 | musikindustrie.de |
| Österreich (IFPI)                                                                            | 2× Gold2 | —          | 22.500    | ifpi.at           |
| Insgesamt                                                                                    | 8× Gold8 | 4× Platin4 |           |                   |